# Luigi Musso
Luigi Musso, italijanski dirkač Formule 1, * 28. julij 1924, Rim, Italija, † 6. julij 1958, Reims-Gueux, Francija.
Luigi Musso je pokojni dirkač Formule 1. Kariero v Formuli 1 je začel v sezoni 1953 pri Maseratiju z debijem na Veliki nagradi Italije. Največji uspeh je dosegel po prestopu v Ferrari z zmago na Veliki nagradi Argentine v sezoni 1956. Sezono 1958 je začel odlično z dvema drugima mestoma na treh dirkah, toda na Velika nagrada Francije se je smrtno ponesrečil.

## Popolni rezultati Formule 1
(legenda) (odebeljene dirke pomenijo najboljši štartni položaj, poševne pa najhitrejši krog, †-uvrščen kljub odstopu)
| Leto | Moštvo                    | Šasija              | Motor               | 1       | 2       | 3     | 4     | 5       | 6       | 7       | 8       | 9     | 10  | 11  | Prv | Toč |
| ---- | ------------------------- | ------------------- | ------------------- | ------- | ------- | ----- | ----- | ------- | ------- | ------- | ------- | ----- | --- | --- | --- | --- |
| 1953 | Officine Alfieri Maserati | Maserati A6GCM      | Maserati Straight-6 | ARG     | 500     | NIZ   | BEL   | FRA     | VB      | NEM     | ŠVI     | ITA 7 |     |     | -   | 0   |
| 1954 | Officine Alfieri Maserati | Maserati A6GCM/250F | Maserati Straight-6 | ARG DNS | 500     | BEL   | FRA   | VB      | NEM     | ŠVI     |         |       |     |     | 8.  | 6   |
| 1954 | Officine Alfieri Maserati | Maserati 250F       | Maserati Straight-6 |         |         |       |       |         |         |         | ITA Ret | ŠPA 2 |     |     | 8.  | 6   |
| 1955 | Officine Alfieri Maserati | Maserati 250F       | Maserati Straight-6 | ARG 7   | MON Ret | 500   | BEL 7 | NIZ 3   | VB 5    | ITA Ret |         |       |     |     | 10. | 6   |
| 1956 | Scuderia Ferrari          | Lancia D50          | Ferrari V8          | ARG 1   | MON Ret | 500   | BEL   | FRA     | VB      | NEM Ret | ITA Ret |       |     |     | 11. | 4   |
| 1957 | Scuderia Ferrari          | Lancia D50A         | Ferrari V8          | ARG Ret | MON     | 500   |       |         |         |         |         |       |     |     | 3.  | 16  |
| 1957 | Scuderia Ferrari          | Ferrari 801         | Ferrari V8          |         |         |       | FRA 2 | VB 2    | NEM 4   | PES Ret | ITA 8   |       |     |     | 3.  | 16  |
| 1958 | Scuderia Ferrari          | Ferrari Dino 246    | Ferrari V6          | ARG 2   | MON 2   | NIZ 7 | 500   | BEL Ret | FRA Ret | VB      | NEM     | POR   | ITA | MAR | 8.  | 12  |